# Lajos Vető

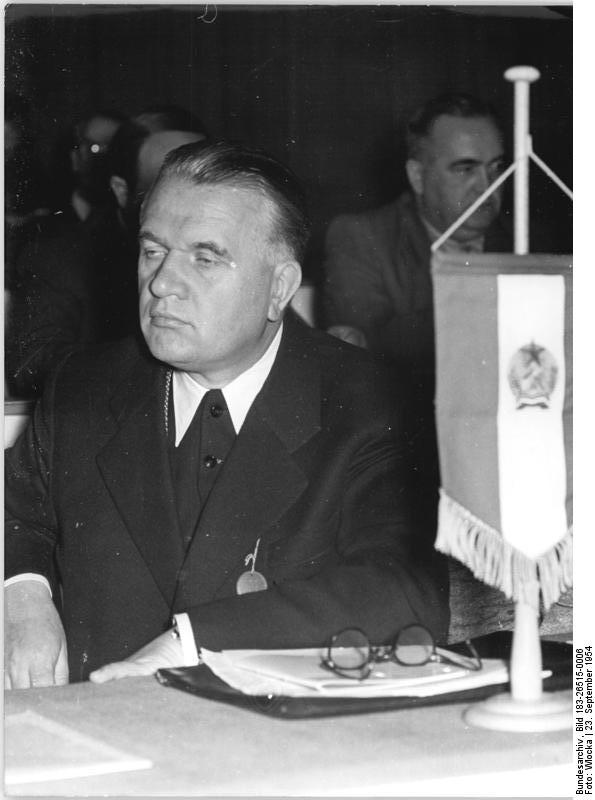
Lajos Vető

Lajos Vető (* 17. Oktober 1904 in Kondoros; † 22. September 1989 in Budapest) war ein ungarischer evangelisch-reformierter Pastor, Bischof der Ungarisch-Reformierten Kirche und Religionspsychologe.

## Leben und Wirken
Lajos Vető studierte Evangelische Theologie in Sopron von 1924 bis 1928, sowie von 1929 bis 1931 in Berlin und Tartu (Estland). Im Jahre 1928 wurde er zum evangelischen Pastor ordiniert. Seine Promotion erfolgte in Pécs auf dem Gebiet der Religionswissenschaft. Im Jahre 1953 erhielt er die Ehrendoktorwürde der Evangelisch-Theologischen Akademie von Pozsony.
Zwischen 1928 und 1929 war Vető Hilfsgeistlicher in Medgyesegyháza, und von 1931 bis 1937 in Szolnok. Von 1939 bis 1948 diente er als Geistlicher der Diósgyőrer Gemeinde. Im Jahre 1948, nachdem man Zoltán Túróczy, der bis dahin Bischof des Theiß-Kirchenbezirks war, an die Spitze des Transdanubischen Kirchenbezirks berief, wählte man auf starken parteilichen und staatlichen Druck hin Lajos Vető zum Bischof des Evangelischen Theiß-Kirchenbezirks. Damit wurde er zugleich Geistlicher der Gemeinde von Nyíregyháza. Sein Kollege im Präsidium Emil Margóczy war Inspektor des Kirchenkreises. Bald übernahm Bischof Vető die Ausrichtung der Auslandsverbindungen der Evangelischen Kirche. So vertrat er im März 1950 den ungarischen Staat und die Evangelische Kirche auf der Stockholmer Tagung des Weltfriedensrates. Am 4. April 1951 wurde ihm eine Auszeichnung der Friedensbewegung zuteil.
Im Jahre 1952 entstanden aus den bisher vier evangelischen Kirchenbezirken zwei. Lajos Vető wurde Bischof des östlichen Kirchenbezirkes und Geistlicher der Budapester Gemeinde. Am 1. November 1956 verzichtete er infolge des Ungarischen Volksaufstands auf sein Amt, und an seine Stelle wählten die Gemeinden Zoltán Túróczy zum Bischof. Nachdem Bischof Túróczy im Dezember 1957 von neuem dispensiert worden war, wurde Vető erneut Präses des Kirchenbezirks. Im Jahre 1967 ging er aus Krankheitsgründen in den Ruhestand. Sein Nachfolger wurde Ernő Ottlyk.
Lajos Vető war zwischen 1953 und 1971 Abgeordneter. Außerdem betätigte er sich als Mitglied der internationalen Gesellschaft für Psychologie.
Im Jahre 1958 gehörte Vető zu den Begründern der Christlichen Friedenskonferenz. Er arbeitete auch in der II. Allchristlichen Friedensversammlung mit, die 1964 in Prag stattfand.

## Schriften
- Die Hauptrichtungen der modernen Psychotherapie, Sopron 1933
- Inwiefern ist der Rechtfertigungsglaube noch lebendig in den evangelischen Gemeinden?, Berlin 1936
- Éneddel beszélgetek. Zur Nieden, Ernst. - Budapest : Scholtz, 1937, 2. kiadás
- Die Psyche des Kindes, Győr 1943
- Vom Aufbau der Kirche in Ungarn, Hamburg-Volksdorf : Reich, 1955
- Vom Aufbau der Kirche in Ungarn, Berlin : Union Verl., 1955, [1. – 3. Tsd.]
- Empirische Religionspsychologie, Budapest 1966
- Sozialpsychologische Aspekte des Mißbrauchs von Rauschgiften (Halluzinogenen) zur Herbeiführung religiöser Erlebnisse, pp. 137–151(15)[1]